# Museo de la Técnica (Finlandia)
El Museo de la Técnica (en finés: Tekniikan museon), es un museo sobre la técnica y los instrumentos técnicos que se encuentra en Viikki, Finlandia, en el área de la Universidad de Helsinki.

## Colecciones
Este museo exhibe desde los artilugios de la técnica más antiguos hasta los más modernos avances tecnológicos, desde el jabón hasta los detergentes modernos, electrodomésticos, aparatos de la industria e instrumentos. Cuenta además con una zona para exposiciones temporales.

## Alrededores
- Próxima se encuentra la reserva natural de la "bahía de Vanhankaupunginlahti", un humedal de interés internacional, con arbolados circundantes de alisos.
- Arboretum de Viikki que está administrado por la Universidad de Helsinki.
- Universidad de Helsinki, Campus de Viikki.
- Gardenia-Helsinki, invernadero con una colección de plantas tropicales
- Museo Nacional de Agricultura de Finlandia
- Museo de las Centrales Energéticas
- Helsinki Business Park

## Localización
Situado al lado de Vanhankaupunki
Viikintie 1, 00560 Helsinki
- Teléfono : +358 (09) 7288 440 o +358 09) 7288 4428